# Елевтерія
Елевтерія (з грец. ε̉λευθερίας — свобода, незалежність) — свобода людини і незалежність держави.

У Стародавній Греції Елевтерія була також епітетом для богині Артеміди.

Римським еквівалентом богині Елевтерії є Лібертас, уособлення свободи.
На теренах сучасної України в перші століття нашої ери статус автономії було надано Римом Тірі, а елевтерії – Херсонесу. Наявність таких статусів не звільняло міста від обов’язку платити Імперії податки.